# Julie Estelle
Julie Estelle, de son nom complet Julie Estelle Gasnier (née le 4 janvier 1989), est une actrice indonésienne.

## Biographie
Julie Estelle est née le 4 janvier 1989 à Jakarta d'un père franco-américain, Thierry Gasnier, et d'une mère sino-indonésienne, Hilda Limbara.

## Filmographie

### Cinéma
- 2005 : Alexandria : Alexandria Jasmina
- 2005 : Dealova : Amanda
- 2006 : Kuntilanak : Samantha
- 2007 : Kuntilanak 2 : Samantha
- 2007 : Selamanya : Aristha
- 2008 : Kuntilanak 3 : Samantha
- 2009 : Macabre : Ladya
- 2010 : Aku atau Dia : Novi
- 2011 : Cowok Bikin Pusing : Cecile
- 2012 : Brokenhearts : Olivia
- 2014 : The Raid 2 : Alicia, la fille aux marteaux
- 2015 : Filosofi Kopi : El
- 2015 : City of Blood : Tun
- 2016 : Headshot : Rika
- 2016 : Firegate (Gerbang Neraka) : Arni Kumalasari
- 2016 : Letters from Prague (Surat dari Praha) : Larasati
- 2018 : The Night Comes for Us : l'opératrice
- 2018 : Milly & Mamet: Ini Bukan Cinta & Rangga : Alexandra
- 2019 : Lagi Lagi Ateng : Cemplon
- 2019 : Foxtrot Six : Sari Nirmala

### Télévision
- 2007 : Les Tortues Ninja : April O'Neil (doublage indonésien)
- 2008 : Melamar Peramal
- 2010 : Amanah Dalam Cinta
- 2011 : Kasih dan Cinta
- 2012 : Dewi Penjaga Rindu
- 2015 : The East : Claudia